# Ehlenz
Ehlenz település Németországban, Rajna-vidék-Pfalz tartományban. Lakosainak száma 470 fő (2023. december 31.). Ehlenz Oberweiler és Heilenbach községekkel határos.

## Népesség
A település népességének változása:
| Lakosok száma | 421  | 411  | 428  | 438  | 462  | 472  | 470  |
|               | 1975 | 2014 | 2017 | 2019 | 2021 | 2022 | 2023 |